# Подшивалов, Андрей Геннадьевич
Андрей Геннадьевич Подшивалов (род. 26 февраля 1965 года, с. Кислянка, Целинный район, Курганская область, РСФСР, СССР) — российский художник и писатель

, член-корреспондент РАХ (2021).

## Биография
Родился 26 февраля 1965 года в селе Кислянка Курганской области, живёт и работает в Москве.
В 1995 году — окончил Московский художественный институт имени В. И. Сурикова, руководитель — Ю. К. Королёв.
С 1997 года — член Творческого союза художников России, с 2021 года — член Московского союза художников.
Общественная деятельность: руководитель «Вахты Памяти Октября 1993 года» (с 1993 года) и объединения «Художники-деревенщики» (с 2010); создатель и руководитель проекта «ТВ Художник-интернет-телевидение» (с 2011 года).
В 2021 году — избран членом-корреспондентом Российской академии художеств от Отделения живописи.

## Творческая деятельность
Основные произведения: «Семья. Из роддома» (2001, холст, масло, 90*180); «В дорогу» (2008, холст, масло); «Путник» (2008, холст, масло, 116*143); «Счастье» (2018, холст, масло, 40*200); «Моему прадеду 25 лет» (2019, холст, масло, 140*250); «Время сеять» (2019, холст, масло, 140*2500); «Волки» (2020, холст, масло, 100*250); «Пахарь» (2021, холст, масло, 140*250); «Светлый день» (2022, холст, масло, 160*200); «Семейные заботы» (2022, холст, масло, 150*250).
Персональные выставки: зал Государственной Думы Федерального собрания Российской Федерации в Москве (1998, 2012); Академия управления МВД РФ в Москве (2002, 2008, 2010, 2013, 2015); Центральный Дом художника в Москве (2009); Культурный центр «Дом Озерова» в Коломне (2011, 2016); Выставочный зал «Историко-художественного музея» в Луховицах (2011); Вышневолоцкий краеведческий музей имени Г. Г. Монаховой (2014); «Душа России живёт в деревне» в Академии ФСБ РФ (Москва, 2022).

## Награды
- «Золотая кисть» одноимённой Московской международной выставки-конкурса современной живописи (2007)
- Серебряная медаль Творческого Союза Художников России (2020)
- Статуэтка «Золотое перо», дипломы финалиста и лауреата литературной премии имени Сергея Есенина «Русь моя» (2021)
- Диплом номинанта национальной литературной премии «Писатель года» (2021)
- Медали «Сергей Есенин 125 лет» (2021), «Федор Достоевский 200 лет» (2022), «Николай Некрасов 200 лет» (2022) Российского союза писателей